# Rijst
Rijst is een cultuurgewas uit het geslacht Oryza. Dit zijn Aziatische rijst (Oryza sativa) en Afrikaanse rijst (Oryza glaberrima), waarvan de eerste de bekendste is. Binnen de Aziatische rijst worden O. sativa subsp. indica en O. sativa subsp. japonica onderscheiden. Rijst is een graansoort.  China is de grootste producent en consument van rijst en Thailand is de grootste exporteur.
Rijst kan gemalen worden tot rijstmeel en vervolgens gezeefd tot rijstebloem.

## Etymologie
Het woord 'rijst', oorspronkelijk 'rijs', is ontleend aan het Oudfranse 'ris' (nu riz) en gaat terug via Latijn oryza op Grieks Όρυζα, óruza. Net als het woord burch-t (bv  NL. burg, borg, Oudgr. Πύργος, púrghos en zelfs Ar. بورج, boerdzj ) werd rijs-t in het Nl. met een t verlengd, vgl. Eng. rice, Duits Reis, Fr. riz.

## Rassen
Van Aziatische rijst wordt de ondersoort Oryza sativa japonica in de subtropen verbouwd, terwijl in de tropen Oryza sativa indica de overhand heeft. Beiden stammen af van de wilde Oryza rufipogon in een domesticatieproces dat gedacht wordt zo'n 9000 jaar geleden plaats te hebben gevonden. Er is een groot genetisch verschil tussen de langkorrelige indica en de kortkorrelige plakkerige japonica, wat zou wijzen op twee onafhankelijke domesticaties. Dit beeld wordt ondersteund door enkele fylogenetische studies. Op basis van genetisch onderzoek is echter vastgesteld dat het om een enkele domesticatie gaat die tussen 13.500 en 8200 jaar geleden heeft plaatsgevonden. Dit komt overeen met archeologische vondsten die de domesticatie rond deze tijd plaatsen in de Jangtsekiang-vallei.
In Japan wordt een apart type sake-rijst verbouwd voor het maken van de hogere kwaliteiten sake. Deze rijst met een lange korrel wordt meer dan een meter hoog, heeft een zwaar oor (de top waar de rijstkorrels in zitten, de pluim) en wordt handmatig geoogst.
Het verlies van de mogelijkheid tot zaadverspreiding met niet-openspringende aren is een belangrijk element van het domesticatiesyndroom van Aziatische rijst. Hiermee werd het gewas afhankelijk van de mens bij de voortplanting. Dit geldt niet voor Afrikaanse rijst dat openspringende aren bleef houden. Oogsttechnieken hebben invloed gehad op dit kenmerk. Zo werd in Azië rijst met een sikkel geoogst, terwijl rijst in Afrika met een mand werd geoogst. De Afrikaanse soort, die goed resistent is tegen ziekten en plagen en door zijn snelle vegetatieve ontwikkeling onkruid onderdrukt, wordt al eeuwenlang in onder meer Equatoriaal-Guinea, Guinee-Bissau, Sierra Leone en Senegal gegeten. Recentelijk heeft het WARDA (Afrikaans onderzoekscentrum voor rijst) rassen geïntroduceerd die voortgekomen zijn uit kruisingen tussen O. sativa subsp. japonica en O. glaberrima. Deze rassen zijn bekend onder de naam NERICA - New Rice for Africa.
In Amerika worden overwegend rassen verbouwd die een lange korrel geven. In België en Nederland wordt overwegend langkorrelige rijst gegeten. In Azië worden veel meer rijstrassen verbouwd die een korte korrel geven.
Afhankelijk van de soort zetmeel in de korrel is er gewone rijst en kleefrijst. Kleefrijst bevat veel meer amylopectine dan gewone rijst, die meer amylose bevat. Deze kleefrijst ziet er witter uit dan gewone rijst en kleeft na bereiding.
Er zijn rassen die geschikt zijn voor de natte rijstteelt en rassen die geschikt zijn voor de droge rijstteelt. Bij de natte rijstteelt worden de velden onder water gezet zoals in rijstvelden (sawa's). De voornaamste functie van het onder water zetten is onkruidbestrijding.

## Parboiled rijst
Parboiled rijst is in het kaf gekookte rijst, waardoor er meer voedingsstoffen behouden blijven na het pellen van de rijstkorrel en de rijst makkelijker klaar te maken is. Ook de textuur van de korrel verandert door het koken. Parboiled rijst wordt al meer dan 2000 jaar toegepast en is waarschijnlijk ontstaan in het gebied om de Perzische Golf. Tegenwoordig wordt het veel gegeten in onder meer India en Pakistan.

## Bereidingswater
Bereide rijst bevat veel van het water waarin het bereid is, de samenstelling van dat water heeft invloed op de kwaliteit van de gekookte rijst. De hoeveelheid droge stof in het water is van invloed op het oplossingsvermogen. Hard water met een hoge zuurgraad (pH) zal minder eenvoudig de rijstkorrel binnendringen tijdens het kookproces en de rijstkorrel minder gelijkmatig garen dan zacht water met een hogere pH (meer alkalisch).

## Productie en consumptie
Voor de productie van rijst is warm weer en water essentieel. De belangrijkste rijstproducerende landen zijn China, India, Pakistan, Bangladesh, Myanmar, Thailand, Vietnam en Indonesië. In de drie oogstjaren tussen 2006/07 en 2008/09 werd gemiddeld 442,4 miljoen ton, gepelde, rijst geproduceerd. Hiervan was het aandeel van Azië iets meer dan 400 miljoen ton, waarvan China alleen 128,9 miljoen ton produceerde.
De internationale handel is beperkt, per jaar wordt slechts ongeveer 6 à 7 procent van de totale oogst geëxporteerd. Belangrijke exporteurs zijn Thailand, met circa negen miljoen ton op jaarbasis, en Vietnam. Buiten Azië is de Verenigde Staten een grote exporteur. 
In Europa wordt rijst verbouwd in Italië, Spanje, Portugal, Frankrijk en Griekenland.
De gemiddelde rijstconsumptie ligt wereldwijd op 56 kilogram per hoofd per jaar, waarvan het zwaartepunt duidelijk in de niet-ontwikkelde landen. In Myanmar wordt per hoofd het meeste rijst geconsumeerd, ongeveer 236 kilogram per jaar; in de Europese Unie ligt dit op circa 5,5 kilogram.

## Wereldwijde productie
| Topproducenten van rijst 2018 | Topproducenten van rijst 2018 |
| Land                          | Productie (ton)               |
| ----------------------------- | ----------------------------- |
| China                         | 212.129.000                   |
| India                         | 172.580.000                   |
| Indonesië                     | 83.037.000                    |
| Bangladesh                    | 56.417.319                    |
| Vietnam                       | 44.046.250                    |
| Thailand                      | 32.192.087                    |
| Myanmar                       | 25.418.142                    |
| Filipijnen                    | 19.066.094                    |
| Brazilië                      | 11.749.192                    |
| Pakistan                      | 10.802.949                    |

## Padie
In het Surinaams-Nederlands verwijst de term padie (ook padi, paddie), afhankelijk van de context en mogelijk ook afhankelijk van andere aspecten, naar rijst die op het veld staat of op rijstkorrels die nog niet gedorst zijn, of wel gedorst, maar nog niet gepeld.
In Nederlands-Indië werd de term eveneens gebruikt, ook door de Nederlanders. De betekenis is daar diffuus: hij kon betrekking hebben op alle rijst die niet consumptieklaar gemaakt was. In het Indonesisch wordt ongepelde rijst gabah genoemd en gekookte rijst nasi.
Het woord is ontleend aan het Maleis en duidt in die taal op rijst die nog in de aarde staat.

## Toxicologie en veiligheid
Arseen komt in toenemende mate voor in rijst en rijstproducten. Om deze toxische stof, die tijdens de teelt van rijst uit de bodem en bodemwater wordt opgenomen, te verwijderen, heeft de Queen's University in Belfast een eenvoudig apparaat ontwikkeld, op basis van een combinatie van een rijstkoker en een koffiepercolator.
Om vraat door ongedierte te voorkomen worden pesticiden gebruikt op de rijstvelden en bij het opslaan en vervoeren van rijst. Voor het gebruik van pesticiden bestaat op Europees niveau wetgeving betreffende de toegestane residuen (resten) die aanwezig mogen zijn op de producten. De importeurs van rijst zullen moeten zorg dragen dat de rijst die uit niet Europese landen wordt gehaald, voldoet aan deze normen.

## Essentiële aminozuren in rijst
Een essentieel aminozuur is een aminozuur dat niet in het lichaam van de mens kan worden gemaakt. Essentiële aminozuren behoren daarom in voldoende mate in de voeding aanwezig te zijn. In normale omstandigheden en met een gezond voedingspatroon bevinden deze essentiële aminozuren zich in voldoende mate in het voedsel, mits diverse levensmiddelen met elkaar gecombineerd worden geconsumeerd in een combinatie waarin de sterke kanten van het essentiële aminozuren-profiel van het ene levensmiddel worden gecomplenteerd door die van het de / de andere. Rijst staat bekend als levensmiddel dat arm is aan het essentiële aminozuur lysine, hetgeen goed kan worden gecompenseerd door de consumptie van peulvruchten (linzen, bonen) die daaraan juist rijk zijn. Rijst is daarentegen relatief rijk aan de essentiële aminozuren methionine en cysteïne waaraan juist vele peulvruchten relatief arm zijn. Een gecombineerde maaltijd van rijst met peulvruchten kan derhalve ook zonder vlees voldoende hoogwaardige proteïne opleveren. Zie hierover verder onder 
Eten van Moeder Aarde (oorspr. Diet for a small planet , 1971).
Het EAA-profiel (Essentiële Aminozuren in Percentage) van rijst kan variëren afhankelijk van het type rijst, maar over het algemeen ziet het profiel van witte rijst er als volgt uit:
- 1. leucine: 3,5%
- 2. isoleucine: 2,0%
- 3. valine: 2,5%
- 4. lysine: 2,5%
- 5. methionine: 1,5%
- 6. fenylalanine: 2,5%
- 7. threonine: 2,0%
- 8. tryptofaan: 0,5%

Deze percentages zijn gemiddelden en kunnen verschillen afhankelijk van de specifieke rijstvariëteit en de verwerking. Rijst is vaak niet volledig in zijn aminozuurprofiel, vooral in lysine, en daarom is het aan te raden om het te combineren met andere eiwitbronnen voor een evenwichtiger aminozuurinname. 
Rijst is een goede bron van aminozuren, maar het heeft ook zo zijn beperkingen. Hier zijn enkele algemene trends:
- Aminozuren vaak boven het ideale percentage in rijst:
- 1. Glutaminezuur: vaak boven het ideale percentage;
- 2. Asparginezuur: kan ook in hogere percentages aanwezig zijn;
- 3. Leucine: in sommige gevallen kan dit aminozuur op een goed niveau zitten;.

- Aminozuren vaak onder het ideale percentage in rijst:
- 1. Lysine - dit is vaak het meest beperkende aminozuur in rijst; de niveaus zijn meestal lager dan ideaal;
- 2. Threonine - ook vaak onder het ideale percentage;
- 3. Tryptofaan - dit aminozuur is meestal ook in lagere concentraties aanwezig;
- 4. Methionine - kan ook tekortschieten in vergelijking met de ideale waarden;
- 5. Valine - dit aminozuur kan ook onder het ideale percentage zijn.

Bij rijstpap als dessert kan het totale eiwitpercentage van nog geen 3 % in de rijstpap voornamelijk afkomstig is van de ingrediënten melk en wei, wat betekent dat de essentiële aminozuren in deze ingrediënten een grotere rol spelen in het uiteindelijke aminozuurprofiel van de rijstpap.

## Economisch belang van rijst
De handel in rijst is wijdverspreid. Rijst kan vanuit zeker standpunt zelfs beschouwd worden als het belangrijkste handelsgoed, omdat het een groot deel uitmaakt van het voedingspatroon van mensen met laag inkomen in Azië, en in mindere mate in Afrika en Zuid-Amerika. In tegenstelling tot tarwe, waarvoor een centrale goederenbeurs bestaat in Chicago, is de rijsthandel het voorwerp van een ingewikkeld netwerk van bilaterale contacten, met uitzondering van één termijnmarkt voor ongepelde rijst uit de Verenigde Staten.
In 2000 bedroeg de wereldproductie 396,6 miljoen ton op 152,1 miljoen hectare, wat overeenkomt met een gemiddelde opbrengst van 2,608 t/ha.
De Europese Unie produceert jaarlijks ongeveer 2,8 miljoen ton onbewerkte rijst, wat overeenkomt met ongeveer 1,7 miljoen ton bewerkte rijst. Daarbovenop komt een invoer gelijkwaardig met 1,2 miljoen ton bewerkte rijst.

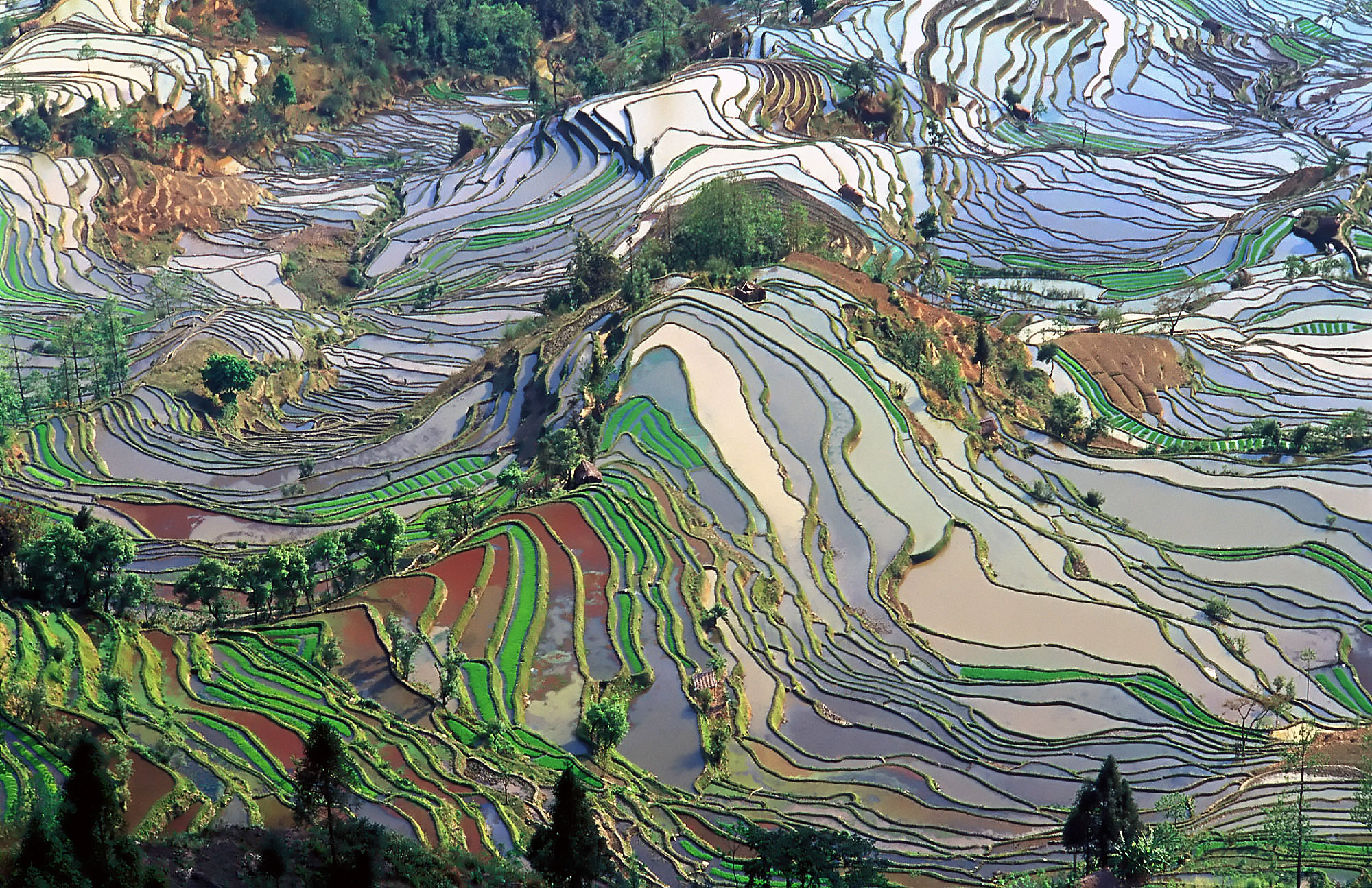
Rijstterrassen in de Chinese provincie Yunnan
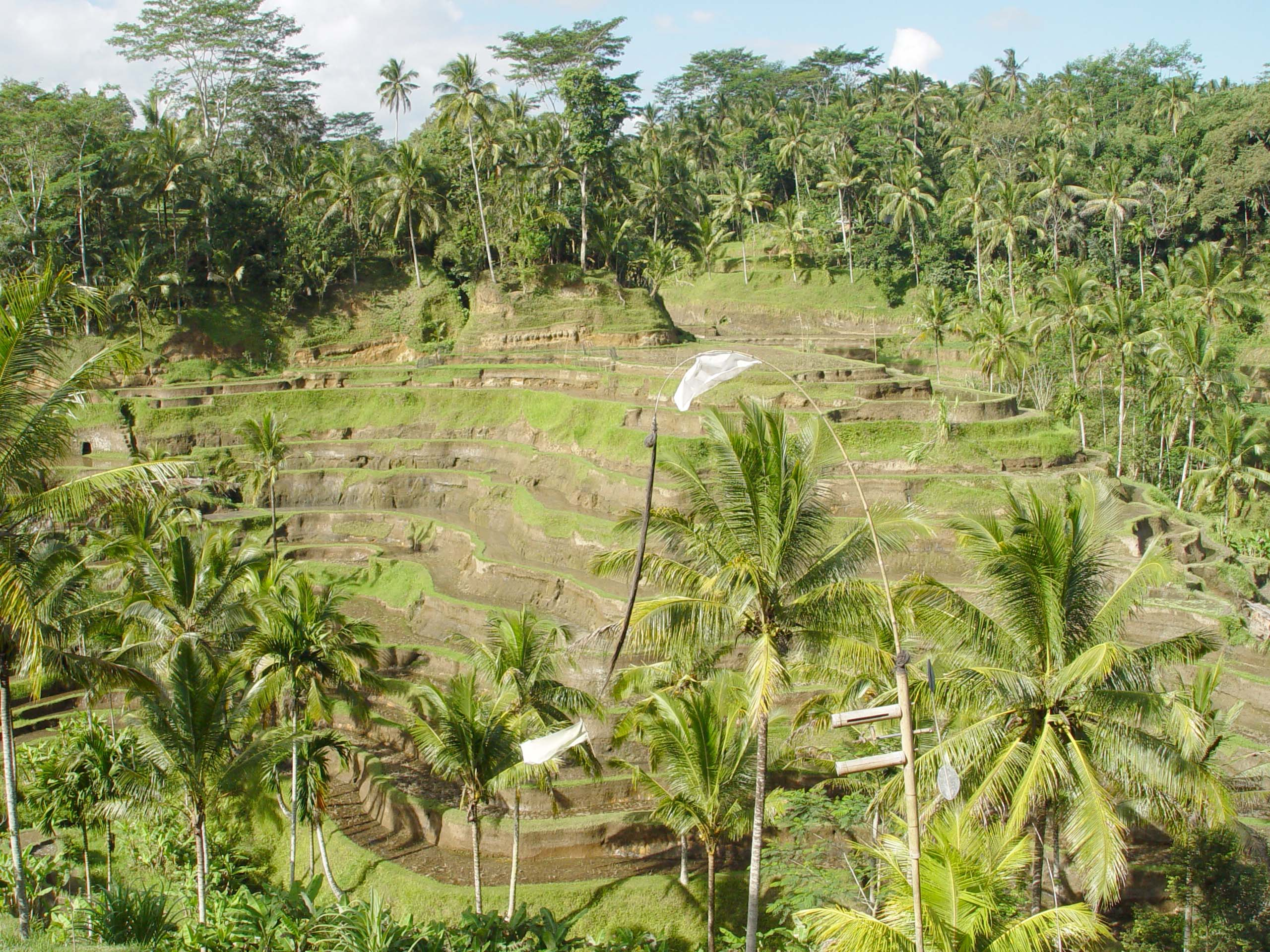
Rijstterrassen in Bali
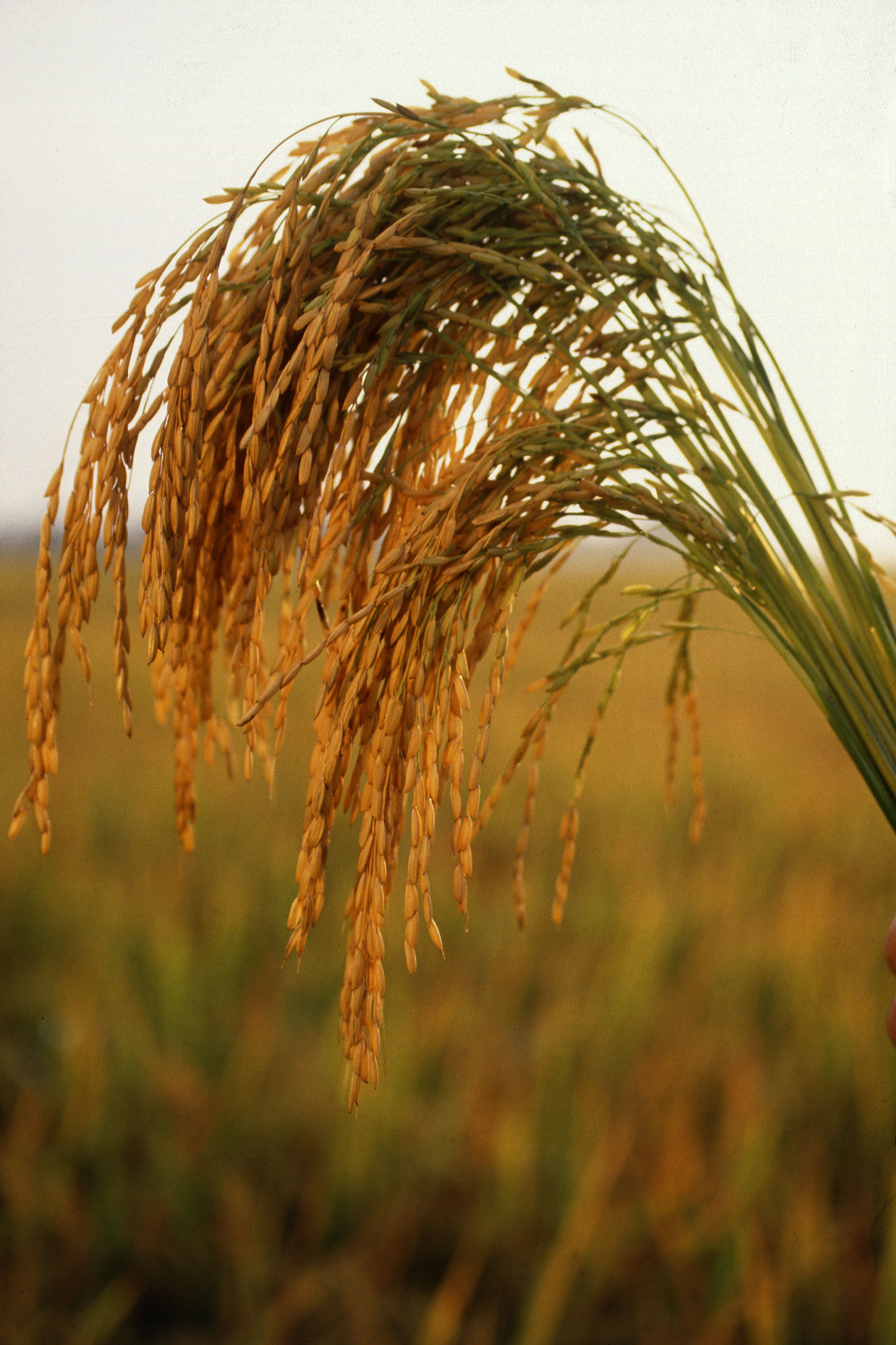
Langkorrelige rijst
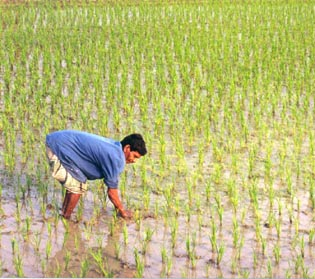
Rijstveld
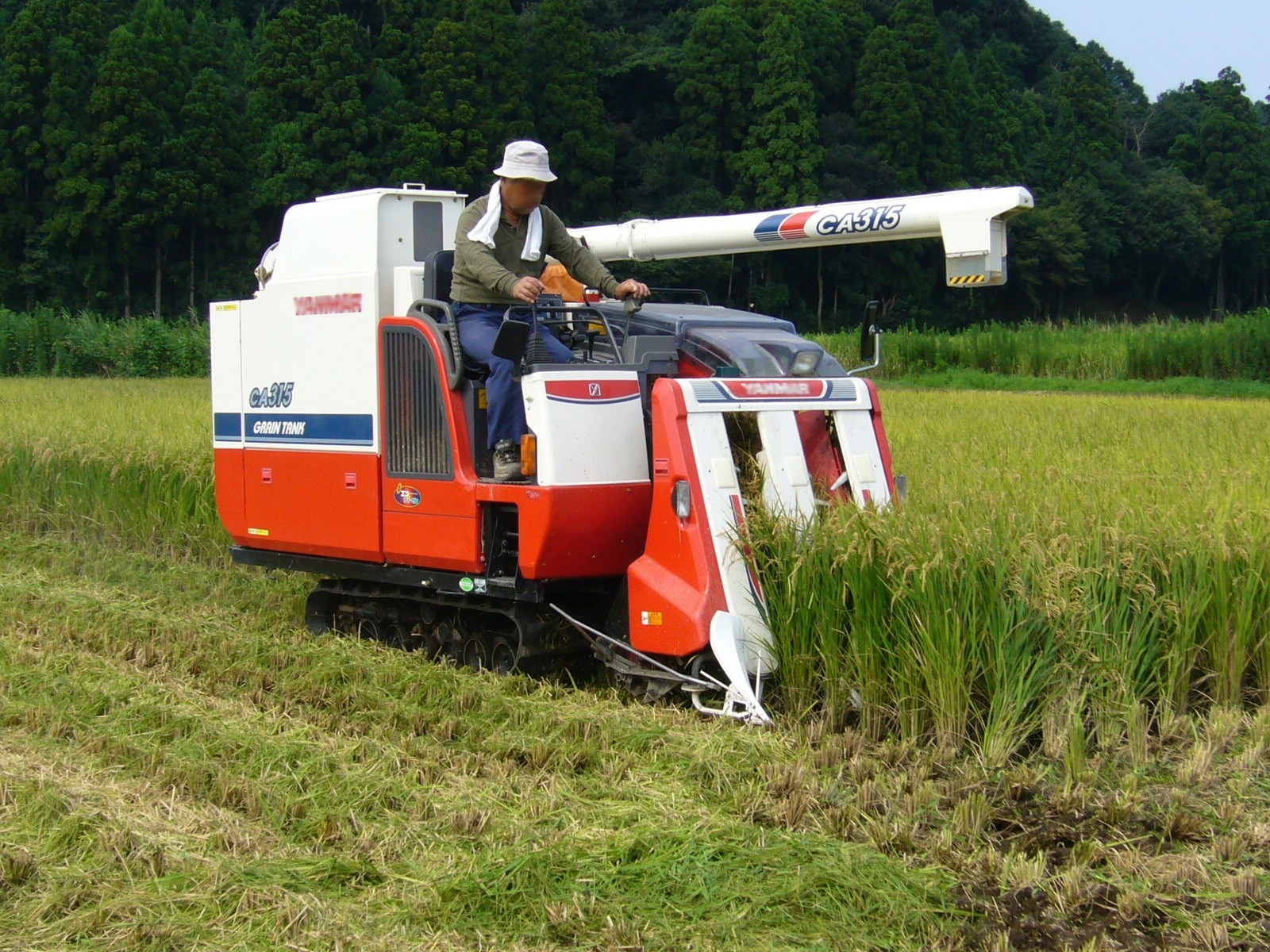
Maaidorsmachine (combine) in Japan
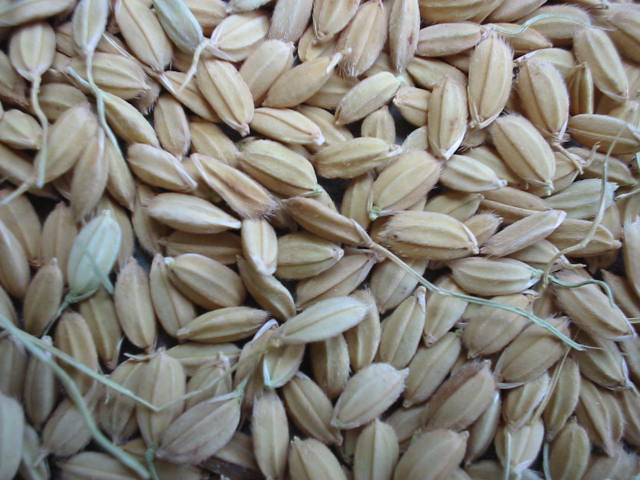
Ongepelde rijst
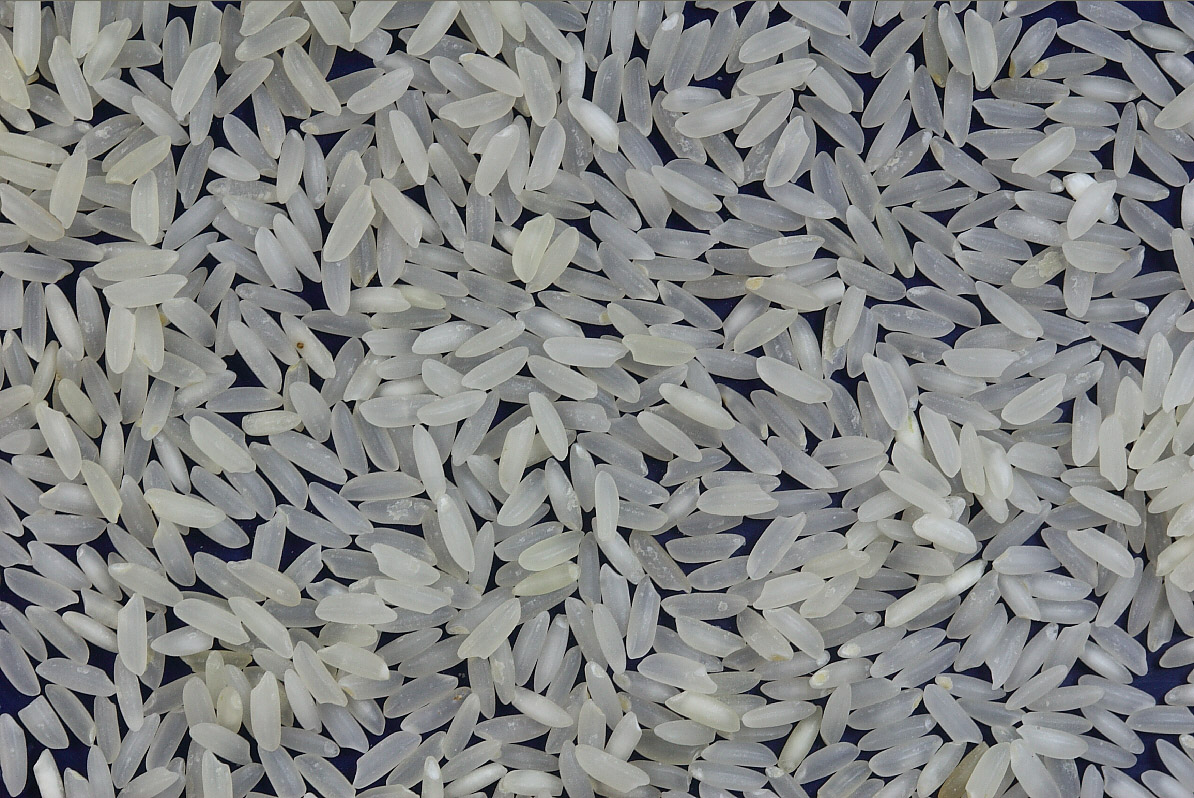
Gepelde en geslepen rijst
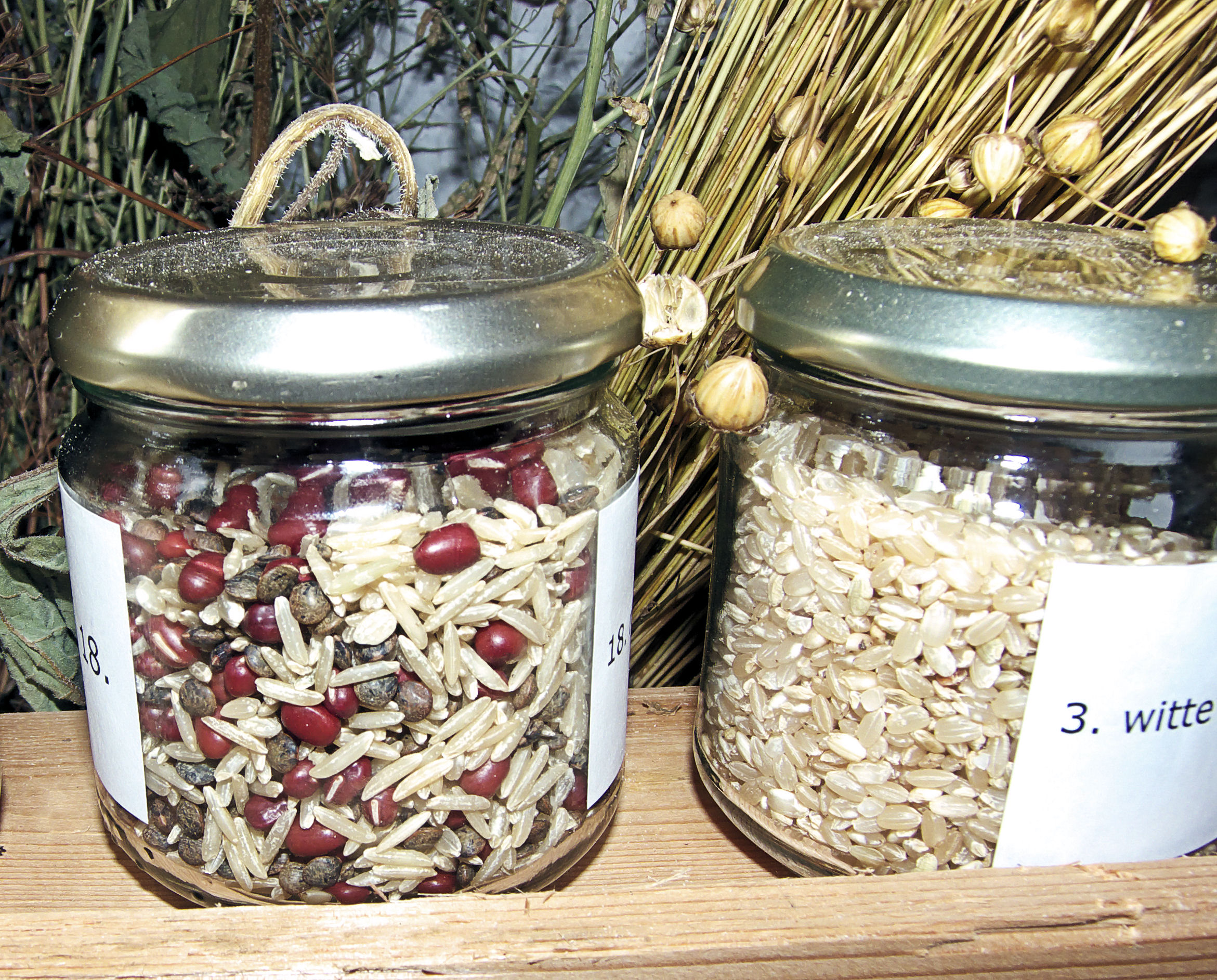
links langkorrelige rijst met andere zaden, rechts witte, kortkorrelige
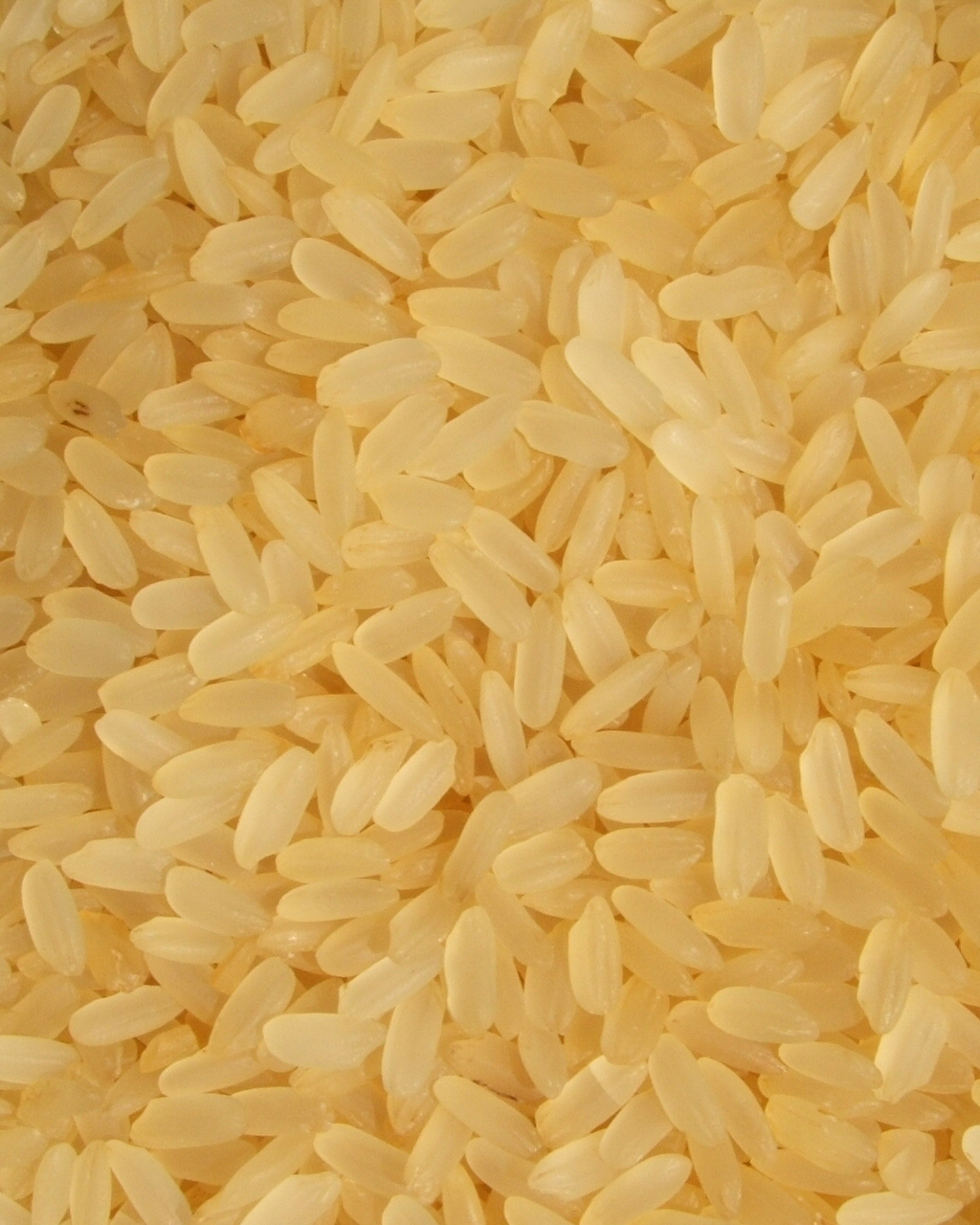
Parboiled rijst
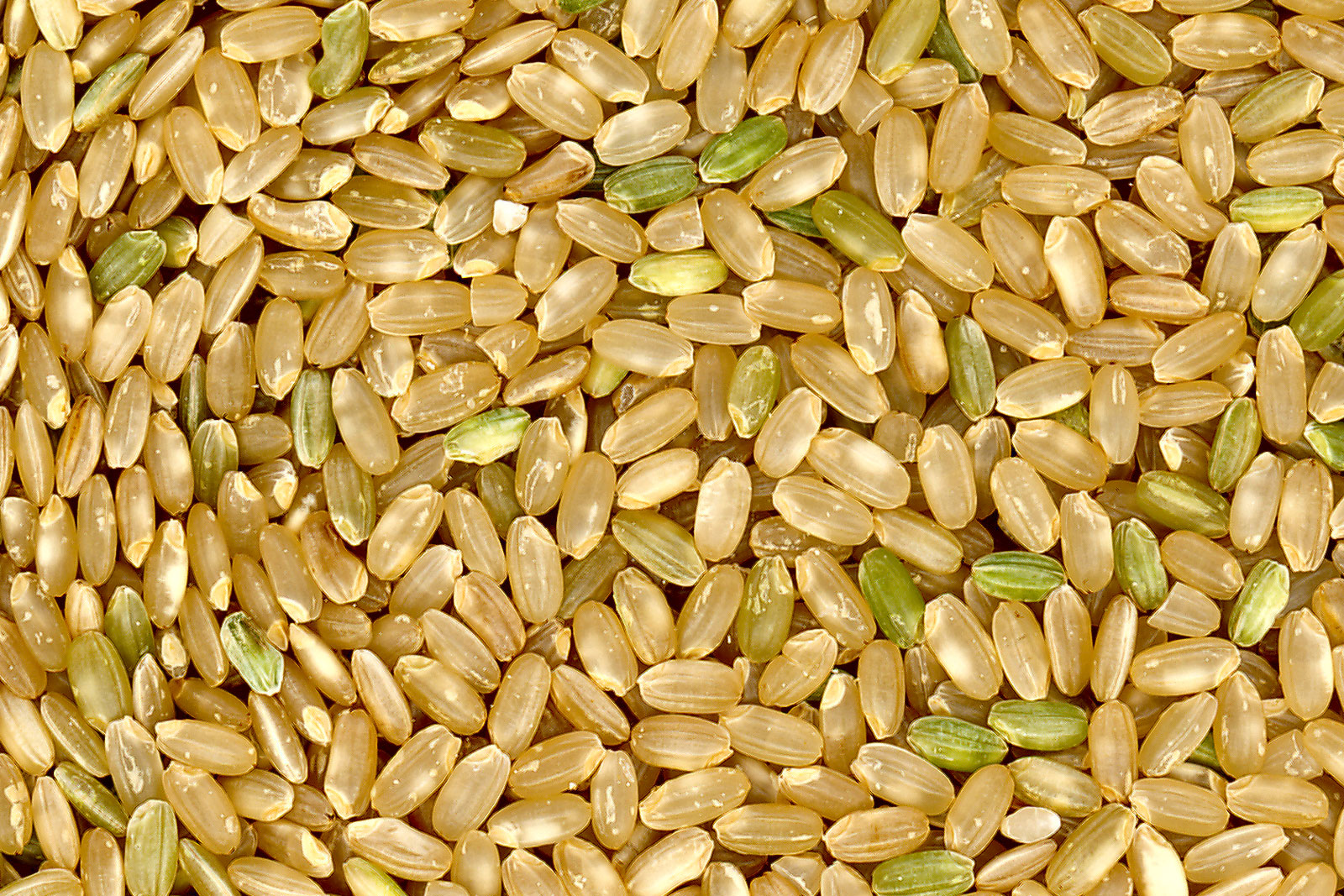
Zilvervliesrijst
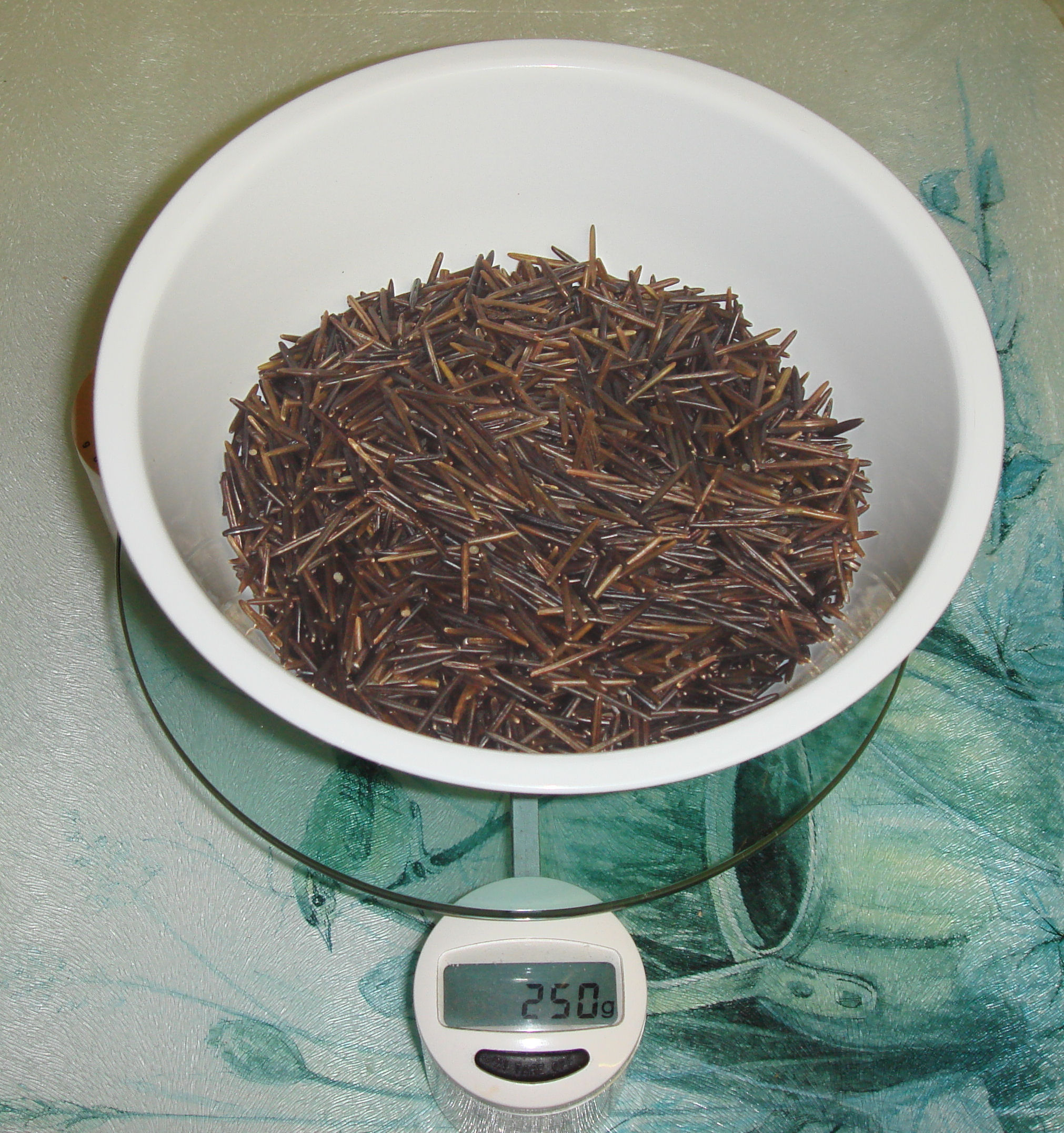
Wilde rijst
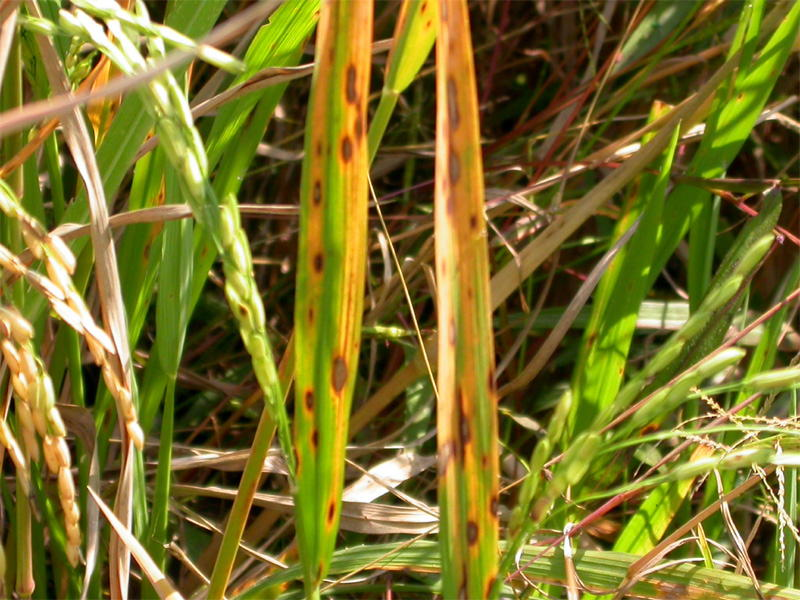
Bladvlekkenziekte 'Brown Spot' Bipolaris oryzae